# Kipua
Kipua (in finlandese "Dolore") è il terzo singolo del rapper finlandese Mikael Gabriel, estratto dal suo terzo album Mun maailma e pubblicato nell'agosto 2013 dalla Universal Music.
Il ritornello è formato da un sample preso da Tuulilasin nurkkaan di Kristiina Brask.
La canzone è entrata nella classifica finlandese dei brani più comprati nella 37ª settimana del 2013 e raggiunse la dodicesima posizione mentre nella classifica dei brani più scaricati in Finlandia entrò alla 35ª settimana e raggiunse l'ottava posizione.
Dal brano è stato girato un video musicale, pubblicato sull'account VEVO di YouTube del cantante.

## Tracce
1. Kipua – 4:14

## Classifica
| Classifica           | Massima posizione |
| -------------------- | ----------------- |
| Finlandia            | 12                |
| Finlandia (digitale) | 8                 |
| Finlandia (radio)    | 46                |